# Відна-Гура (Підкарпатське воєводство)
Відна-Гура (пол. Widna Góra) — село в Польщі, у гміні Павлосюв Ярославського повіту Підкарпатського воєводства.
Населення — 1063 особи (2011).
У 1975-1998 роках село належало до Перемишльського воєводства.

## Демографія
Демографічна структура станом на 31 березня 2011 року:
|          | Загалом | Допрацездатний вік | Працездатний вік | Постпрацездатний вік |
| -------- | ------- | ------------------ | ---------------- | -------------------- |
| Чоловіки | 535     | 116                | 376              | 43                   |
| Жінки    | 528     | 85                 | 343              | 100                  |
| Разом    | 1063    | 201                | 719              | 143                  |